# 슛 (축구)

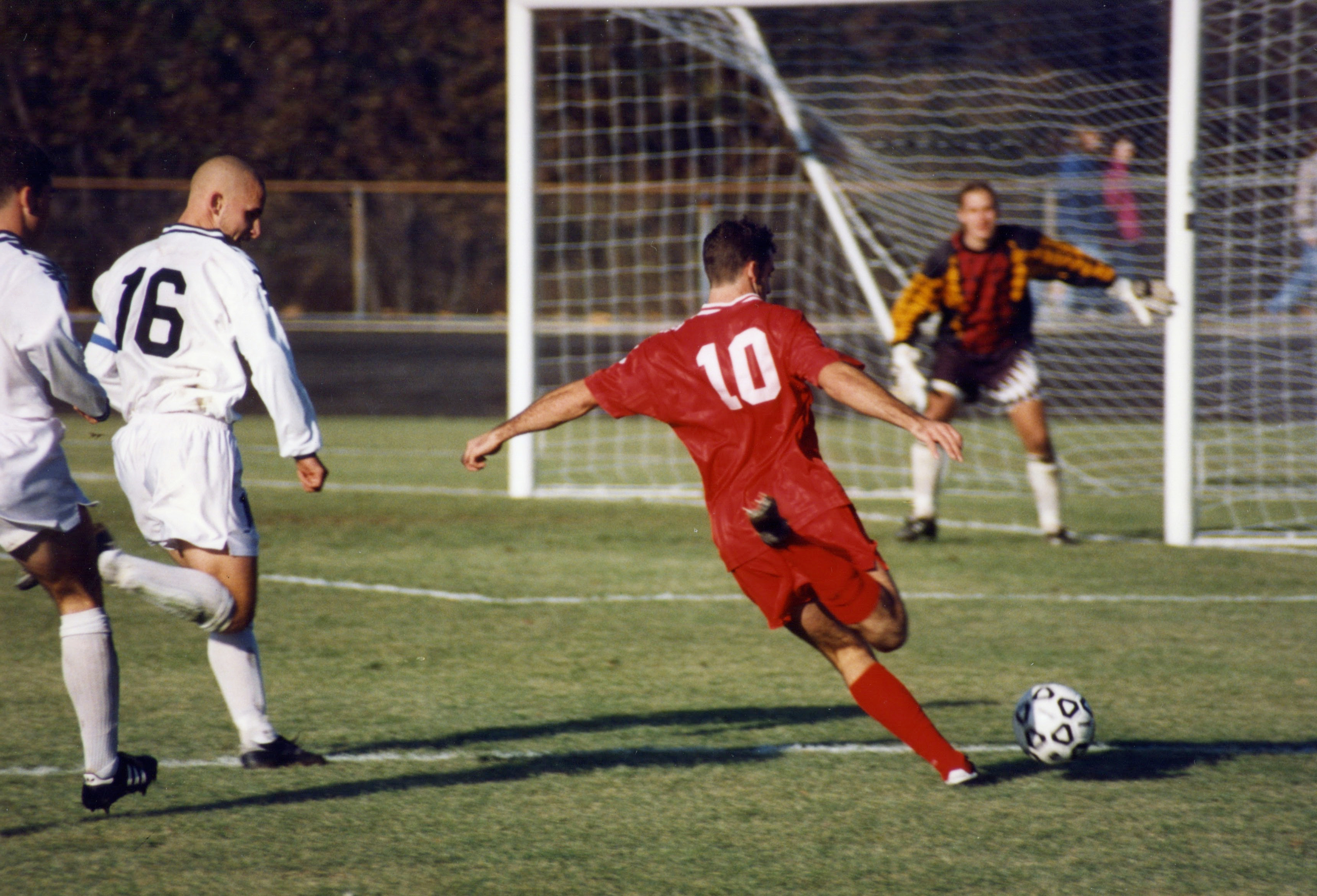
슛하는 선수

슛(영어: shoot) 또는 슈팅(영어: shooting)은 축구 경기에서 일반적으로 득점하는 방법이다. 주로 발을 이용하거나 헤더를 이용하여 슛을 한다. 헤더를 통한 득점은 두 번째로 흔한 골 방법이다.

## 슛의 종류
- 단거리 슛
- 중거리 슛
- 장거리 슛
- 터닝 슛

## 같이 보기
- 킥
- 패스
- 골
- 크로스